# Gerechtshof Britselei

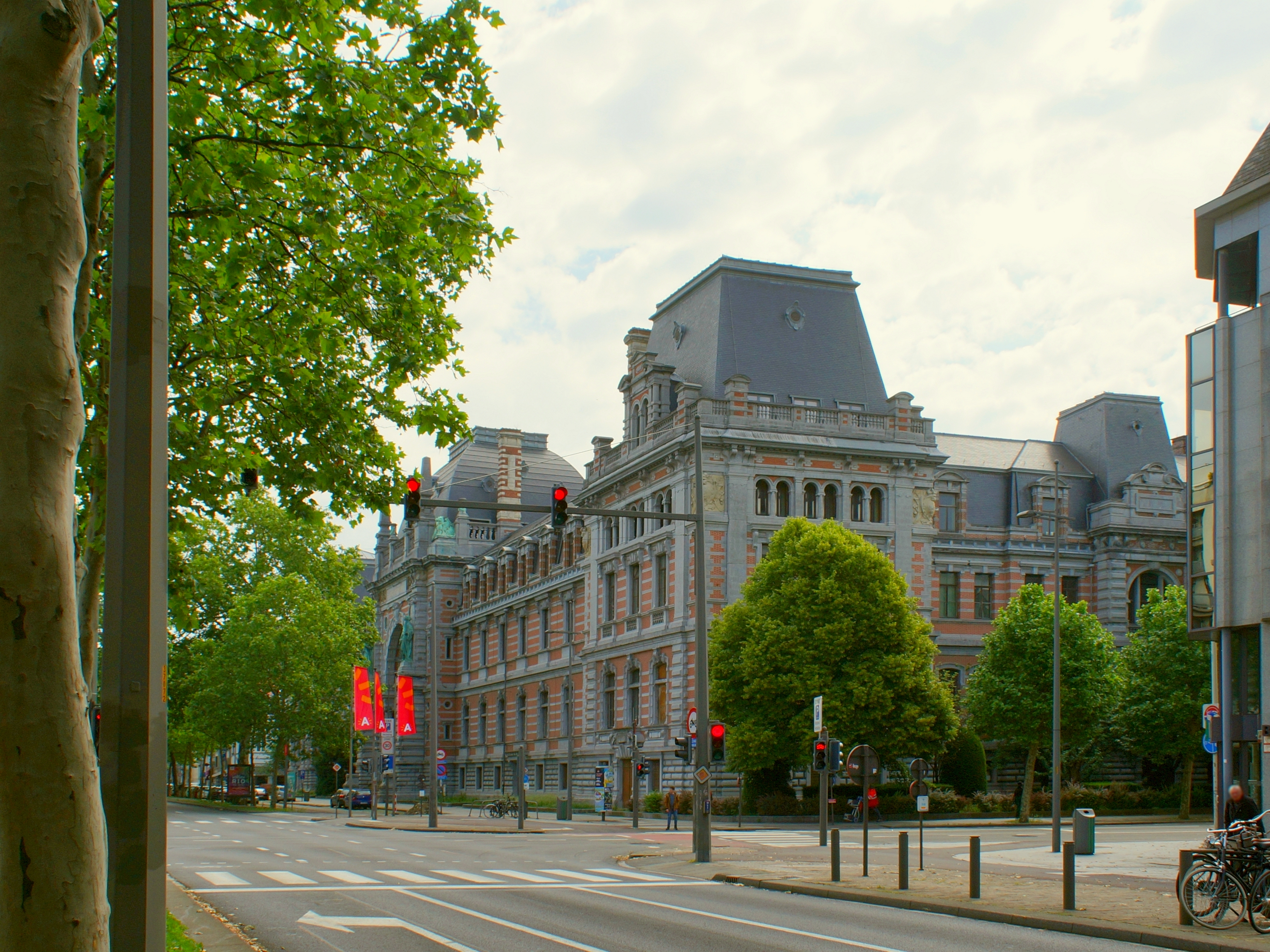
Het Gerechtshof Britselei te Antwerpen (hoek met de Anselmostraat)

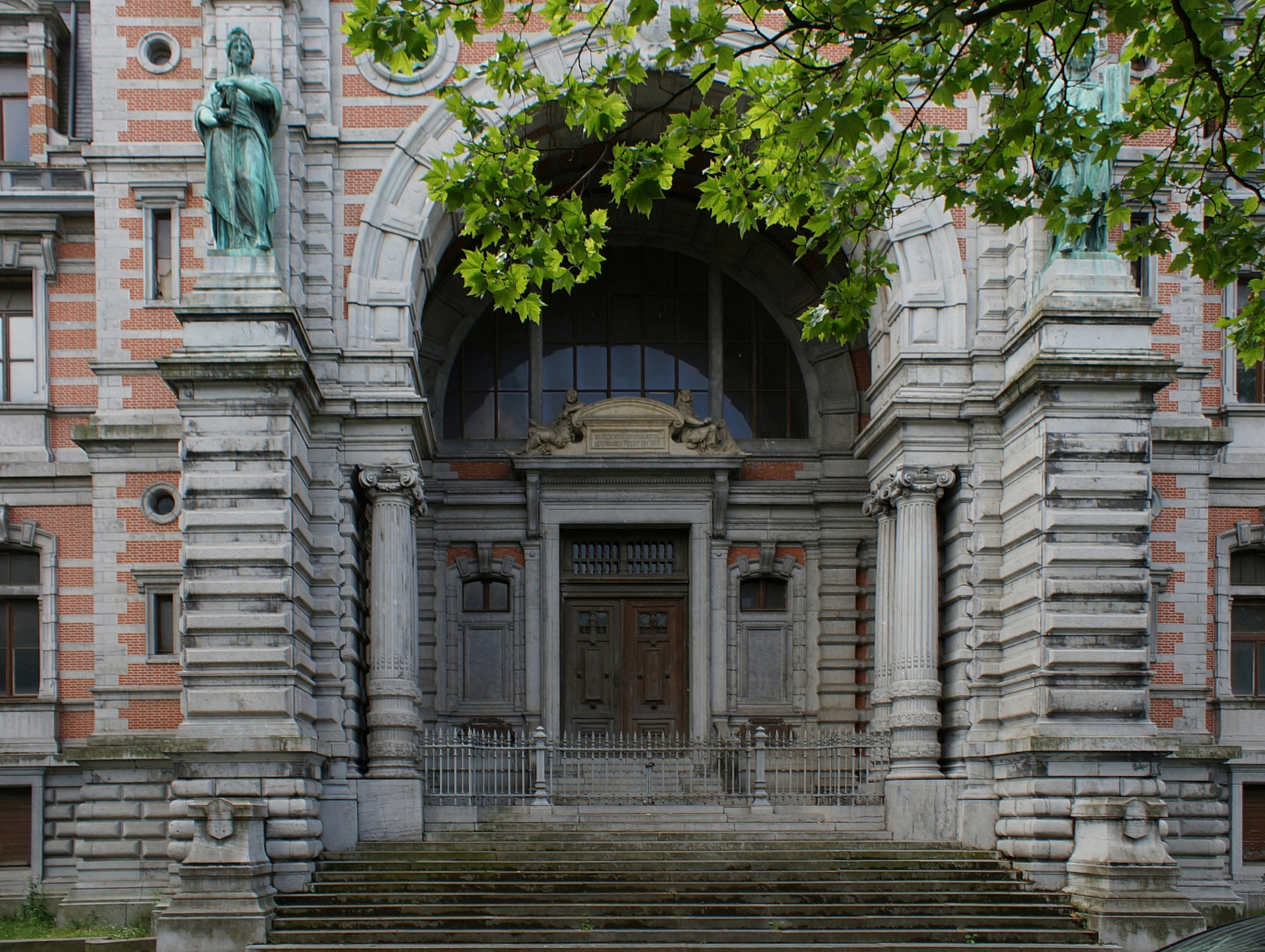
De hoofdingang van het gerechtsgebouw

Het Gerechtshof Britselei is een gerechtsgebouw aan de Britselei in de Belgische stad Antwerpen.

## Geschiedenis
Tot het midden van de 19e eeuw bevond de Antwerpse rechtbank zich op de Groenplaats nabij de Onze-Lieve-Vrouwekathedraal. Door de aanhoudende bevolkingstoename was er echter ook een grote groei in het aantal rechtszaken. De locatie op de Groenplaats werd te klein. Het was geen optie om daar verbouwingen uit te voeren aangezien er geen andere geschikte gebouwen beschikbaar waren voor de uitoefening van rechtspraak. In 1866 viel de beslissing om een nieuw gebouw op de gronden van de net afgebroken Spaanse omwalling op te richten. Deze belemmerde in die tijd namelijk de groei van de stad. De stad was als het ware begrensd en had nood aan nieuwe gronden om te kunnen uitbreiden.
Het gerechtsgebouw werd van 1871 tot 1874 opgetrokken in eclectische stijl. Er werd voor het ontwerp van dit gebouw een wedstrijd uitgeschreven die gewonnen werd door Jan-Lodewijk (Louis) Baeckelmans. Zijn ontwerp was geïnspireerd door het Louvre in Parijs. Het monumentale gebouw moest bovendien indruk maken op de rechtzoekende en angst inboezemen. Baeckelmans heeft nooit het resultaat van het gebouw gezien: hij stierf op jonge leeftijd (kort na de aanvang der werken) en het was zijn oudere broer Frans die de verdere coördinatie van de uitvoering op zich nam.
Het gerechtsgebouw is sinds 1997 beschermd als monument, en draagt het kenmerk bouwkundig erfgoed.

## Kunst
In de assisenzaal kan men zich vergapen aan de reusachtige schilderijen die het gewoonterecht van de stad Antwerpen uitbeelden. Een aantal van de beste historieschilders werkten er aan mee, waaronder Karel Ooms. Het verwijzen naar het roemrijke verleden van de stad Antwerpen via nationalistische kunst was een uitgelezen kans om het prille België te promoten als vaderland.
Een van de weinige kunstenaars die een beeld kon scheppen van de prille tijd toen het oude gerechtshof aan de Britselei werd opgetrokken was de Antwerpse kunstenaar Eugeen Van Mieghem. Hij maakte onder meer een aantal markante schetsen van advocaten en rechters omstreeks 1900. hij was via zijn jeugdvriend Louis Franck in contact gekomen met het bestuur van de Vlaamse Conferentie der Balie van Antwerpen en maakte onder andere een opmerkelijke menukaart voor het jaarlijkse banket van deze conferentie. Benevens Van Mieghem werkten nog andere kunstenaars aan de verfraaiing van het gebouw. Zo vervaardigden Eugène De Plyn en Frans Deckers in 1886 resp. de bronzen beelden De Rechtvaardigheid en De Wet die links en rechts van de hoofdingang de gevel sieren. Deckers maakte ook de fronton met zittende vrouwenfiguren boven de toegangsdeur. In de inkomhal treft men twee bronzen gedenkplaten aan, gemaakt door Ernest Dieltiens. De ene toont het gelaat van de ontwerper, Louis Baeckelmans, en de andere stelt het gelaat van diens broer, Frans Baeckelmans, voor.

## Restauratie
In 2006 trokken de meeste gerechtelijke diensten uit het gerechtshof aan de Britselei weg en vonden ze onderdak in een nieuw gerechtsgebouw, het Vlinderpaleis, aan de Bolivarplaats. Tussen 2006 en 2012 liet de Regie der Gebouwen de daken, kroonlijsten en gevels restaureren en renoveren. Het gebouw werd daarna vooral nog gebruikt voor assisenzaken. De laatste zaak vond er in 2016 plaats. In november 2019 startten renovatie- en restauratiewerken aan de binnenkant van het gebouw. Na de voltooiing van de werken onder leiding van Artes Group zullen het hof van beroep, het parket-generaal, het arbeidshof, het auditoriaat-generaal en het hof van assisen van Antwerpen er hun intrek nemen. Die rechtbanken zijn in de tussentijd aan de Waalsekaai gevestigd, met uitzondering van het assisenhof, dat zich in het Vlinderpaleis bevindt.
Op 12 juni 2023 werd het gerenoveerde gerechtsgebouw heropend. De inrichting en bemeubeling is dan nog niet volledig voltooid. Pas vanaf september zullen er terug assisenzaken plaatsvinden en in het najaar zullen hof van beroep, het parket-generaal, het arbeidshof, het auditoriaat-generaal naar hier verhuizen. De renovatie kostte meer dan 56 miljoen euro. Zowel de gevels als het interieur werden hersteld en vernieuwd. Het dak en buitenschrijnwerk werd gerenoveerd en de assisenzaal en kantoorruimtes vernieuwd, er werden koepels en luifels voorzien. Ook op het vlak van veiligheid en akoestiek werden verbeteringen aangebracht. Er werd een paviljoen gebouwd om gedetineerden op te vangen, en voor slachtoffers zijn er aparte ingangen en wachtzalen voorzien.

## Illustraties

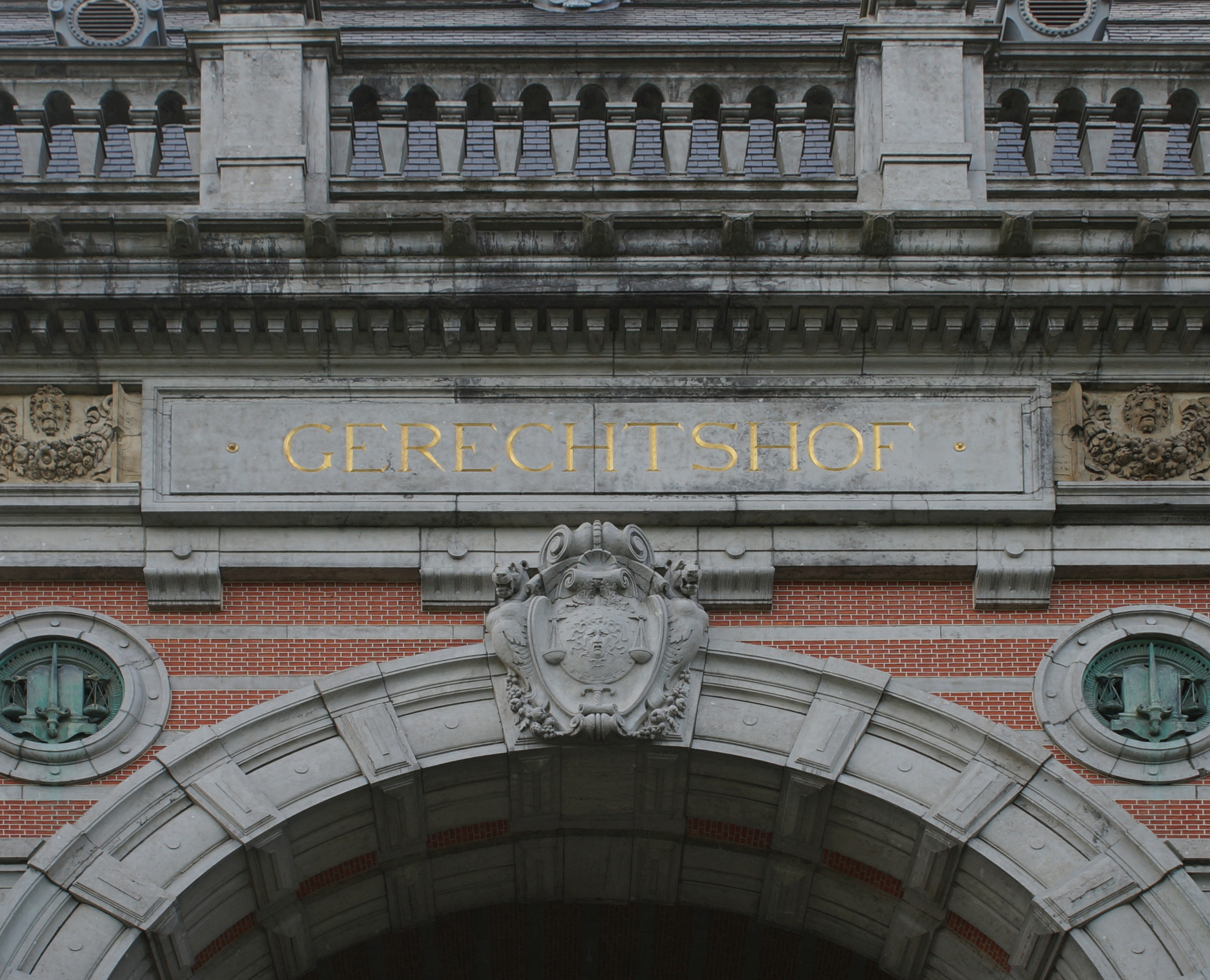
Versieringen boven de hoofdingang
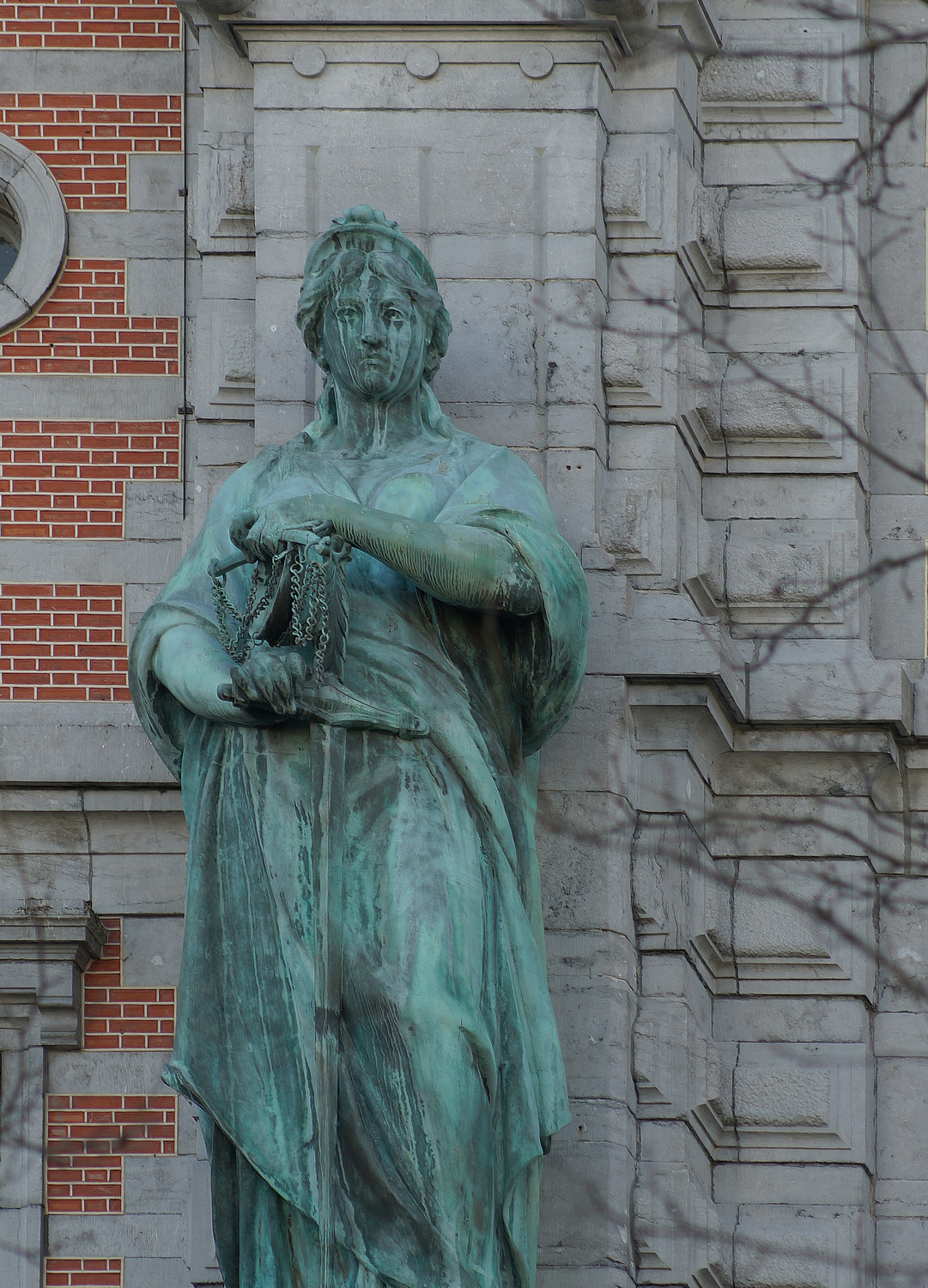
Het beeld De Rechtvaardigheid (1886) door Eugène De Plyn aan de linkerkant van de hoofdingang
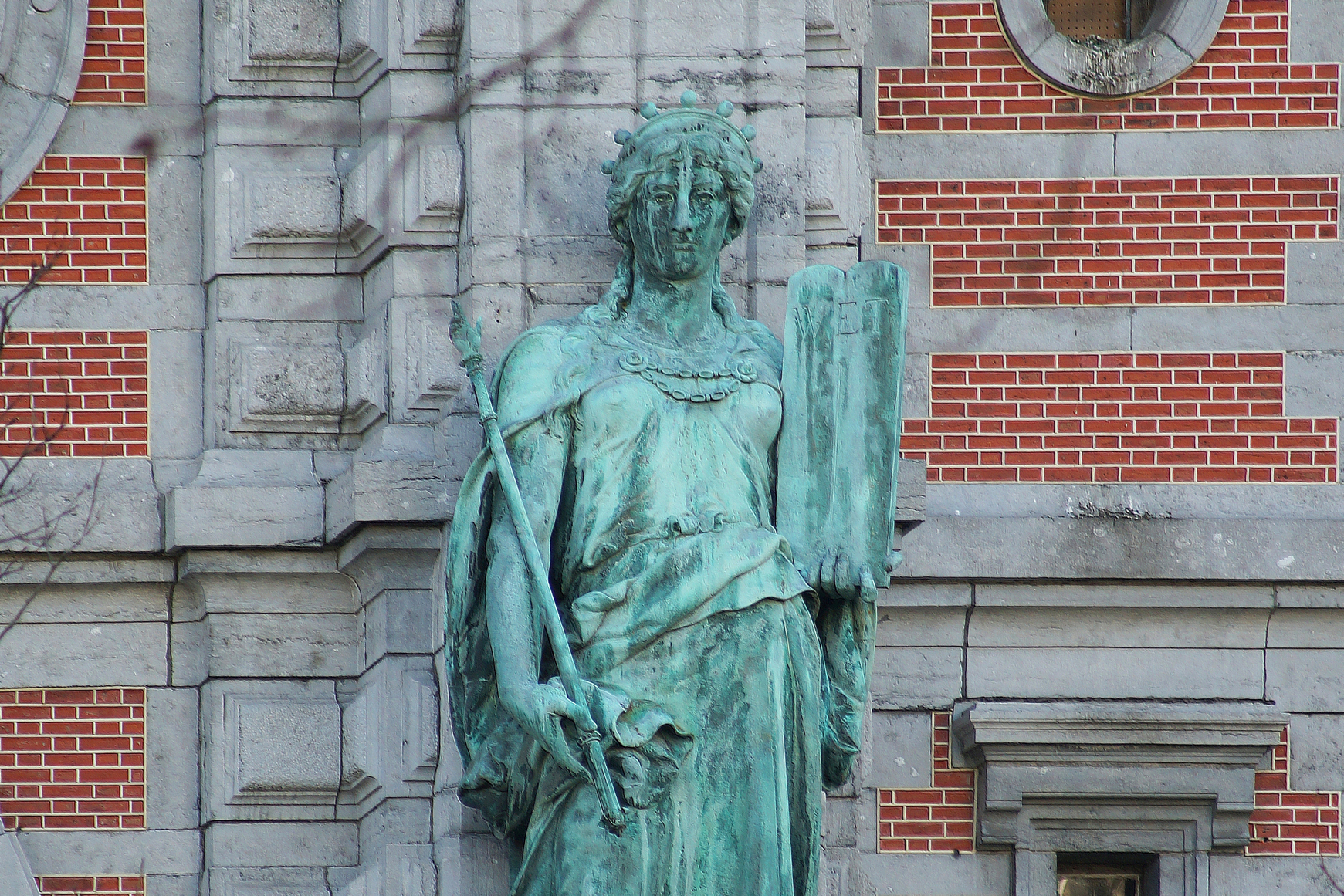
Het beeld De Wet (1886) door Frans Deckers aan de rechterkant van de hoofdingang
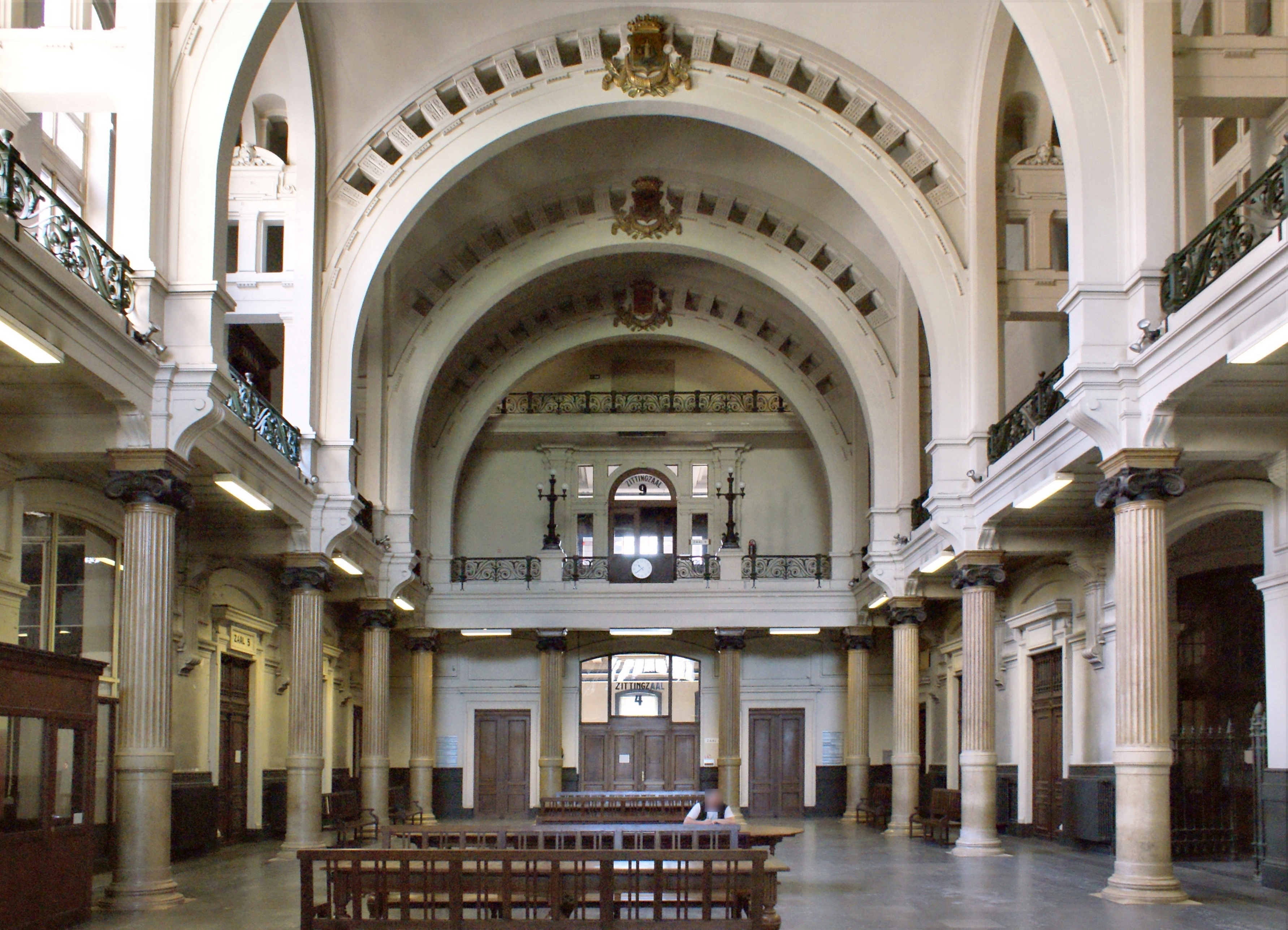
Interieur (inkomhal)
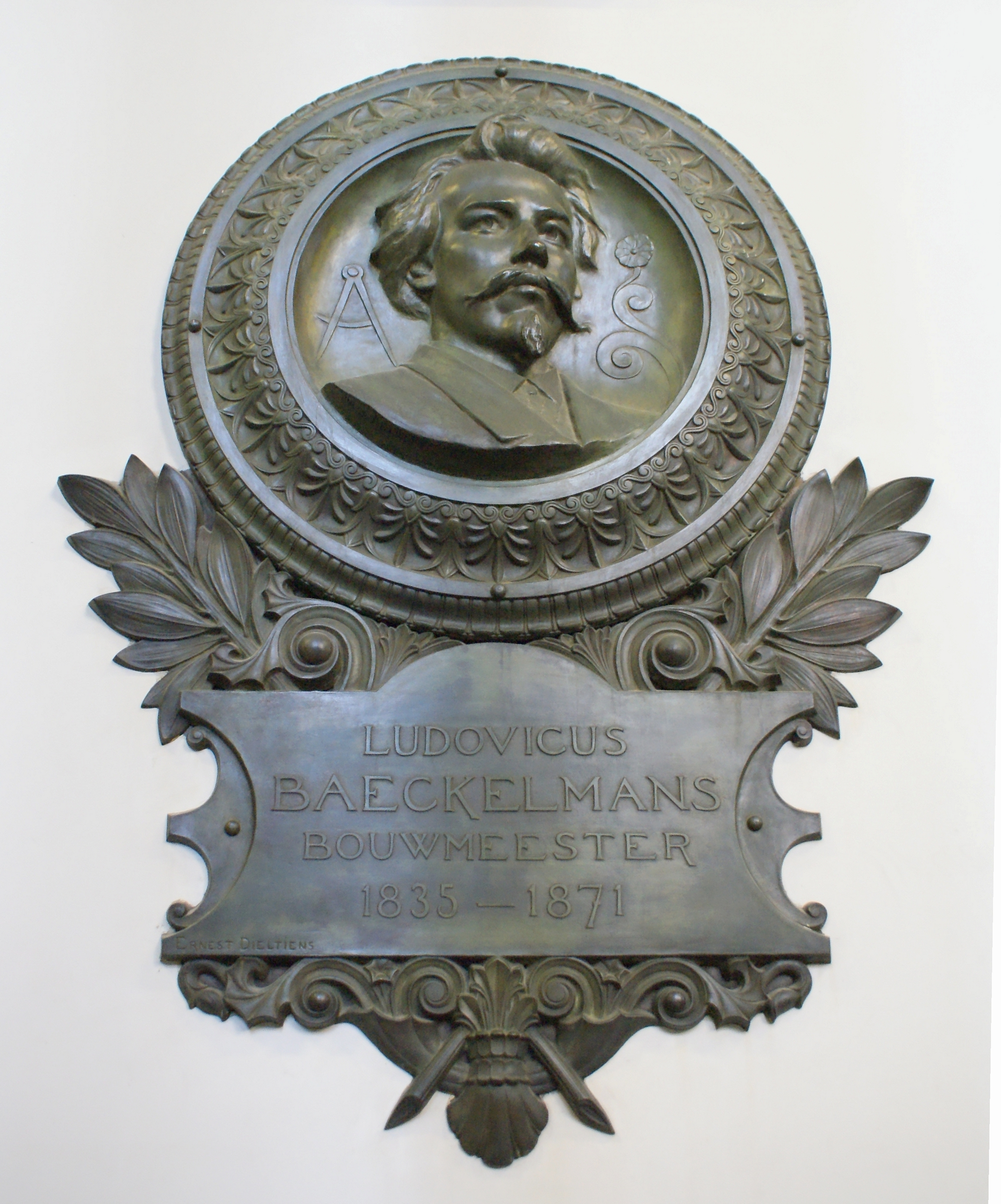
Gedenkplaat in de inkomhal ter ere van ontwerper Jan-Lodewijk Baeckelmansdoor Ernest Dieltiens
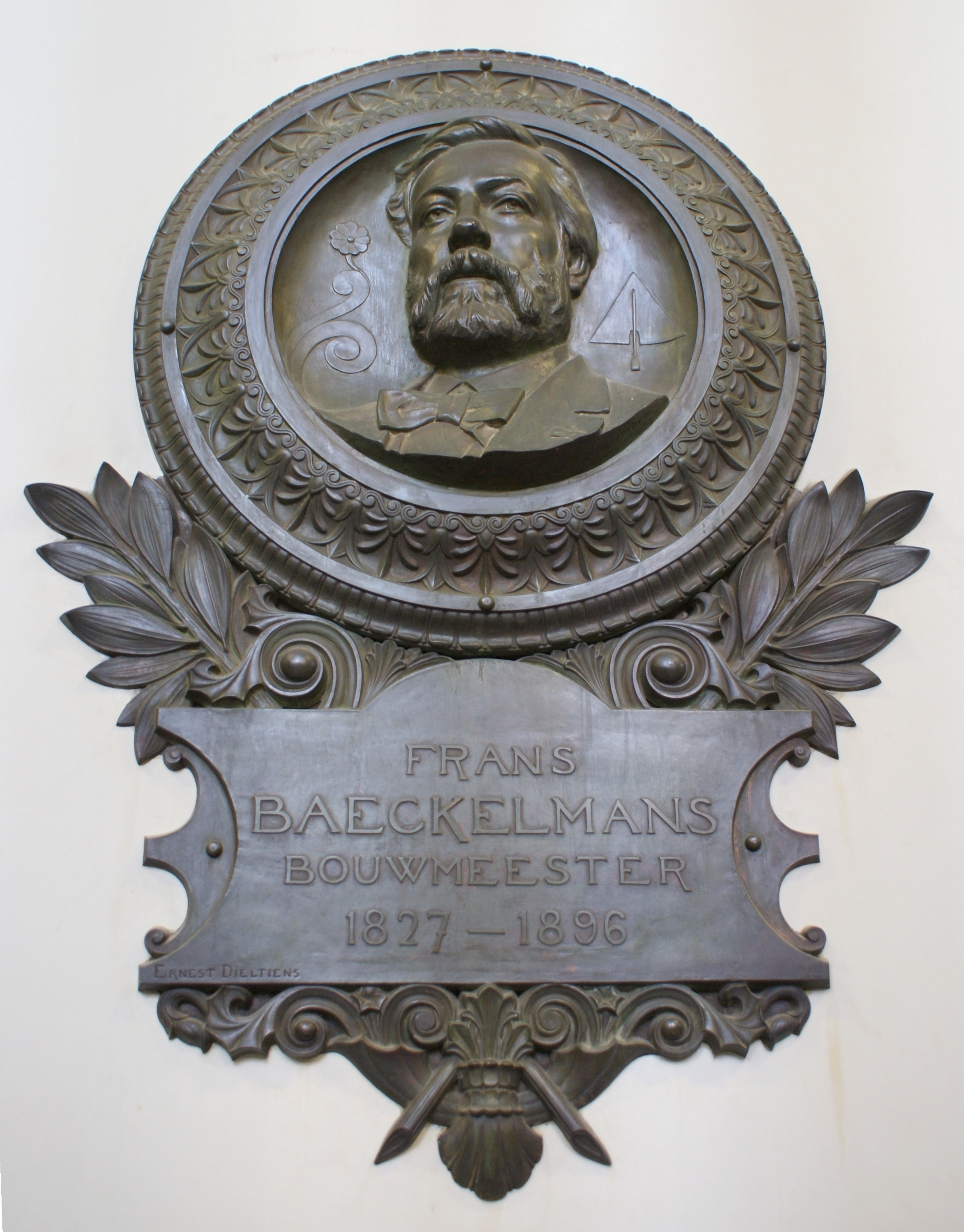
Gedenkplaat in de inkomhal ter ere van architect Frans Baeckelmans, die het gebouw afwerkte, door Ernest Dieltiens